# Jun’ya Kurose
Jun’ya Kurose (japanisch 黒瀬 純哉 Kurose Jun’ya; * 9. Juli 1994 in der Präfektur Kagoshima) ist ein japanischer Fußballspieler.

## Karriere
Jun’ya Kurose erlernte das Fußballspielen in der Schulmannschaft der Kagoshima Chuo High School sowie in der Universitätsmannschaft der Universität Fukuoka.  Seinen ersten Vertrag unterschrieb er am 1. Februar 2017 bei Tegevajaro Miyazaki. Der Verein aus Miyazaki, einer Stadt in der Präfektur Miyazaki, spielte in der vierten japanischen Liga, der Japan Football League. Als Tabellenzweiter stieg er mit dem Verein Ende 2020 in die dritte Liga auf. Sein Drittligadebüt gab Jun’ya Kurose am 4. April 2021 (4. Spieltag) im Heimspiel gegen Roasso Kumamoto. Hier wurde er in der 63. Minute für Kō Watahiki eingewechselt.